# Aleksander Aamodt Kilde
Aleksander Aamodt Kilde (* 21. September 1992 in Bærum) ist ein norwegischer Skirennläufer. Er ist auf die Disziplinen Abfahrt und Super-G spezialisiert, bestreitet aber auch Riesenslalom und Kombination. Seine bisher größten Erfolge sind der Gewinn des Gesamtweltcups in der Saison 2019/20 und zwei Silbermedaillen in der Abfahrt und im Super-G bei den Weltmeisterschaften 2023.

## Sportliche Laufbahn

### Juniorenzeit
Im Alter von 15 Jahren nahm Kilde ab November 2007 erstmals an FIS-Rennen teil. 2009 war er Teilnehmer des Europäischen Olympischen Jugendfestivals in Szczyrk, schied aber sowohl im Slalom als auch im Riesenslalom aus. Im Februar 2010 gelang ihm der erste Sieg in einem FIS-Rennen, ab November 2010 kam er auch im Europacup zum Einsatz. Die erste Top-10-Platzierung in dieser Rennserie folgte im Januar 2012. Bei den Juniorenweltmeisterschaften 2012 in Roccaraso verpasste Kilde als Vierter des Super-Gs knapp eine Medaille. Zum Abschluss der Saison 2011/12 gewann er die norwegischen Juniorenmeistertitel im Riesenslalom und Slalom. Bei den norwegischen Meisterschaften 2012 fuhr er im Riesenslalom auf den zweiten Platz, wobei er sich nur Aksel Lund Svindal geschlagen geben musste.
Sein Debüt im Weltcup hatte Kilde am 28. Oktober 2012 beim Riesenslalom von Sölden, er konnte sich aber nicht für den zweiten Durchgang qualifizieren. Am 24. Januar 2013 gewann er sein erstes Europacuprennen, den Super-G von Val-d’Isère. Etwas mehr als zwei Wochen später folgten zwei weitere Siege in den beiden Super-Gs von La Thuile.
Dadurch übernahm er die Führung in der Disziplinenwertung und in der Gesamtwertung. Auch bei den Juniorenweltmeisterschaften 2013 war Kilde erfolgreich und gewann Gold im Riesenslalom. Die Europacup-Saison 2012/13 beendete er als Sieger der Gesamtwertung und der Super-G-Wertung. Die ersten Weltcuppunkte holte er am 1. Dezember 2013 mit dem 18. Platz im Super-G von Lake Louise. Im weiteren Verlauf der Weltcupsaison 2013/14 kamen vier Platzierungen in den Punkterängen hinzu.

### Annäherung an die Weltspitze
Nach einem verhaltenen Beginn der Saison 2014/15 musste Kilde im Januar 2015 aus gesundheitlichen Gründen über einen Monat lang pausieren. Dennoch qualifizierte er sich für die Weltmeisterschaften 2015 in Beaver Creek, wo er in der Kombination den achten Platz erreichte.
Überraschend fuhr Kilde am 18. Dezember 2015 im Super-G von Gröden auf Platz drei und erzielte damit die erste Weltcup-Podestplatzierung seiner Karriere; zusammen mit Aksel Lund Svindal und Kjetil Jansrud sorgte er für einen dreifachen norwegischen Erfolg. Seinen ersten Weltcupsieg feierte Kilde am 30. Januar 2016 bei der Kandahar-Abfahrt in Garmisch-Partenkirchen, wobei er mit Startnummer 30 den bis dahin führenden Boštjan Kline noch abfing.
Knapp einen Monat später gelang ihm in Hinterstoder der erste Weltcupsieg in einem Super-G (erneut vor Kline). Mit Platz zwei im abschließenden Super-G der Saison 2015/16 in St. Moritz sicherte er sich den Sieg in der Disziplinenwertung.
Zu Beginn der Saison 2016/17 erzielte Kilde zwei weitere Podestplätze, konnte aber ansonsten nicht an die Leistungen des vorherigen Winters anknüpfen. Bei den Weltmeisterschaften 2017 in St. Moritz verpasste er in drei Rennen knapp eine Medaille: als Vierter im Super-G und in der Kombination sowie als Sechster in der Abfahrt. Nach Saisonende vollzog er einen Materialwechsel von Atomic zu Head. Im Weltcup 2017/18 fuhr Kilde sechsmal unter die besten zehn, ein Podestplatz blieb jedoch aus. Enttäuschend verliefen die Olympischen Winterspiele 2018 in Pyeongchang, wo er nicht über einen 13. Platz hinauskam. Nach einem dritten Platz im Super-G von Beaver Creek zu Beginn des Weltcups 2018/19 siegte Kilde am 15. Dezember 2018 in der Abfahrt von Gröden. Im weiteren Verlauf des Winters kamen zwei dritte Plätze hinzu. Erneut kein Medaillengewinn glückte ihm bei den Weltmeisterschaften 2019 in Åre.

### Gesamtweltcupsieger 2019/20
Nach Marcel Hirschers Rücktritt und vor Beginn der Weltcupsaison 2019/20 rechneten die Medien im Kampf um die Weltcup-Gesamtwertung allgemein mit einem Duell zwischen Alexis Pinturault und Henrik Kristoffersen. Kilde wiederum räumten sie allenfalls Außenseiterchancen in den Speed-Disziplinenwertungen ein. Nach einem verhaltenen Saisonstart klassierte er sich jedoch ab Dezember 2019 in sämtlichen Rennen, in denen er ins Ziel kam, unter den besten zehn, nicht nur in seinen bevorzugten Disziplinen Abfahrt und Super-G, sondern auch in Riesenslaloms und Kombinationen.
Zwar stand er bis Anfang Februar nur viermal auf dem Podest, näherte sich aber aufgrund seiner Konstanz kontinuierlich der Spitze, da sich weder Pinturault noch Kristoffersen (sowie der zwischenzeitlich führende Matthias Mayer) entscheidend absetzen konnten. Der einzige Sieg in diesem Winter gelang ihm am 14. Februar 2020 in Saalbach-Hinterglemm, wobei er gleichzeitig die Führung in der Gesamtwertung übernahm.
Zwei Wochen später holte sich Pinturault bei den Rennen in Hinterstoder die Gesamtführung zurück, und aus dem Dreikampf war ein Duell geworden. Kilde reagierte am 6. März 2020 mit einem zweiten Platz in der Abfahrt von Kvitfjell und setzte sich mit 54 Punkten Vorsprung erneut an die Spitze. Da der Super-G am darauf folgenden Tag wegen Schlechtwetters abgesagt werden musste, schien Pinturault aufgrund des Restprogramms im Vorteil zu sein, doch dann brach die FIS die Saison am 12. März wegen der COVID-19-Pandemie ab. Damit stand Kilde mit insgesamt 22 Top-10-Platzierungen in vier Disziplinen (darunter nur ein Sieg und sechs weitere Podestplätze) als Gesamtsieger fest.
Er ist damit der vierte norwegische Gewinner der großen Kristallkugel nach Kjetil André Aamodt (1994), Lasse Kjus (1996 und 1999) und Aksel Lund Svindal (2007 und 2009).

### Verletzung, erfolgreiches Comeback und neue Verletzung
Zu Beginn der Saison 2020/21 gewann Kilde in Gröden sowohl die Abfahrt als auch den Super-G. Wieder galt er als einer der Hauptanwärter auf den Gesamtsieg, doch am 15. Januar 2021 stürzte er beim Super-G-Training auf der Reiteralm schwer und zog sich einen Kreuzbandriss im rechten Knie zu, womit er für die restliche Saison 2020/21 ausfiel. Zu Beginn der darauf folgenden Saison 2021/22 etablierte sich Kilde sogleich wieder an der Weltspitze, als er in Beaver Creek sowohl den Super-G als auch die Abfahrt gewann.
Ende Dezember folgte ein weiterer Super-G-Sieg in Bormio. Im Januar 2022 gelang ihm das seltene Kunststück, beide Abfahrtsklassiker in Wengen und Kitzbühel zu gewinnen (dies war zuletzt Didier Défago in der Saison 2008/09 geglückt). Bei den Olympischen Spielen in Peking gewann Kilde Bronze im Super-G und Silber in der Kombination.
Gegen Ende der Saison siegte er im Super-G von Kvitfjell, wodurch er vorzeitig die Disziplinenwertung für sich entschied. Mit einem vierten Platz beim Weltcupfinale in Courchevel sicherte er sich auch die Abfahrtswertung, wobei der Vorsprung auf den Zweitplatzierten Beat Feuz 13 Punkte betrug; in der Gesamtwertung belegte er den zweiten Platz hinter Marco Odermatt.
Während des Alpinen Skiweltcups 2022/23 dominierte Kilde die Abfahrten fast nach Belieben. Er gewann in Lake Louise, Beaver Creek, Gröden, Wengen, Kitzbühel und Aspen, wodurch er bereits Anfang März 2023 die Abfahrtswertung vorzeitig für sich entschied. Er gewann auch zwei Super-G-Weltcuprennen in Beaver Creek und Wengen, musste aber in der Disziplinenwertung und in der Gesamtwertung dem überragenden Odermatt den Vortritt lassen. Bei den Weltmeisterschaften 2023 Mitte Februar in Courchevel gewann Kilde zwei Silbermedaillen: In der Abfahrt musste er sich Odermatt um fast eine halbe Sekunde geschlagen geben, im Super-G dem Kanadier James Crawford um eine Hundertstelsekunde.
Am 6. Januar 2024 erreichte er mit Platz zwei im Riesenslalom von Adelboden seine erste Weltcup-Podiumsplatzierung in dieser Disziplin. Am 13. Januar 2024 stürzte er kurz vor dem Ziel bei der Lauberhorn-Abfahrt in Wengen. Er zog sich dabei eine Schulterluxation mit Bänderrissen und eine tiefe Schnittwunde an der Wade mit Nervenbeteiligung (durch das Fangnetz) zu. Die Saison war damit für ihn beendet. Nachdem er innerhalb von einer Woche bereits der dritte Spitzenrennläufer (nach Marco Kohler und Alexis Pinturault) war, der sich bei einem Sturz in Wengen schwer verletzte, setzte – auch in Deutschland – eine intensive Debatte über den eng getakteten Rennkalender ein, der den Athleten nach Auffassung der Kritiker kaum Erholungspausen gewährt. Seine weitere rennsportliche Zukunft lässt Kilde offen. Nach wiederholten Operationen übte er deutliche Kritik an der Selbstvermarktungspolitik des Norwegischen Skiverbands und drohte mit dem Rückzug aus dem aktiven Rennsport.
Im Oktober 2024 gab Kilde bekannt, aufgrund einer neuerlichen Operation an seiner stark lädierten Schulter in der Saison 2024/25 keine Rennen zu bestreiten.

## Persönliches
Im Mai 2021 gab Kilde seine Liebesbeziehung mit der amerikanischen Skirennläuferin Mikaela Shiffrin bekannt. Am 5. April 2024 verlobte er sich mit ihr.

## Erfolge

### Olympische Spiele
- Sotschi 2014: 13. Super-G
- Pyeongchang 2018: 13. Super-G, 15. Abfahrt, 21. Alpine Kombination
- Peking 2022: 2. Kombination, 3. Super-G, 5. Abfahrt

### Weltmeisterschaften
- Vail/Beaver Creek 2015: 8. Alpine Kombination, 19. Super-G
- St. Moritz 2017: 4. Super-G, 4. Alpine Kombination, 6. Abfahrt
- Åre 2019: 8. Abfahrt, 22. Alpine Kombination, 24. Super-G
- Courchevel/Méribel 2023: 2. Abfahrt, 2. Super-G

### Weltcupwertungen
| Saison  | Gesamt | Gesamt | Abfahrt | Abfahrt | Super-G | Super-G | Riesenslalom | Riesenslalom | Slalom | Slalom | Kombination | Kombination | Parallel | Parallel |
| Saison  | Platz  | Punkte | Platz   | Punkte  | Platz   | Punkte  | Platz        | Punkte       | Platz  | Punkte | Platz       | Punkte      | Platz    | Punkte   |
| ------- | ------ | ------ | ------- | ------- | ------- | ------- | ------------ | ------------ | ------ | ------ | ----------- | ----------- | -------- | -------- |
| 2013/14 | 80.    | 59     | 55.     | 1       | 29.     | 55.     | –            | –            | –      | –      | 39.         | 3           | –        | –        |
| 2014/15 | 75.    | 80     | 48.     | 22      | 26.     | 58      | –            | –            | –      | –      | -           | -           | –        | –        |
| 2015/16 | 7.     | 756    | 12.     | 247     | 1.      | 415     | 36.          | 46           | –      | –      | 16.         | 48          | –        | –        |
| 2016/17 | 7.     | 668    | 13.     | 178     | 3.      | 299     | 29.          | 59           | 36.    | 40     | 3.          | 92          | –        | –        |
| 2017/18 | 15.    | 454    | 14.     | 157     | 12.     | 163     | 19.          | 95           | –      | –      | 15.         | 39          | –        | –        |
| 2018/19 | 8.     | 651    | 4.      | 284     | 5.      | 299     | 30.          | 50           | –      | –      | 26.         | 18          | –        | –        |
| 2019/20 | 1.     | 1202   | 4.      | 413     | 3.      | 336     | 7.           | 225          | –      | –      | 2.          | 172         | 13.      | 56       |
| 2020/21 | 11.    | 560    | 8.      | 190     | 5.      | 172     | 17.          | 180          | –      | –      | –           | –           | 14.      | 18       |
| 2021/22 | 2.     | 1172   | 1.      | 620     | 1.      | 530     | 35.          | 22           | –      | –      | –           | –           | –        | –        |
| 2022/23 | 2.     | 1340   | 1.      | 760     | 2.      | 512     | 25.          | 68           | –      | –      | –           | –           | –        | –        |
| 2023/24 | 14.    | 440    | 7.      | 220     | 16.     | 120     | 23.          | 100          | –      | –      | –           | –           | –        | –        |

### Weltcupsiege
Kilde errang bisher 48 Podestplätze, davon 21 Siege:
| Datum             | Ort                    | Land        | Disziplin |
| ----------------- | ---------------------- | ----------- | --------- |
| 30. Januar 2016   | Garmisch-Partenkirchen | Deutschland | Abfahrt   |
| 27. Februar 2016  | Hinterstoder           | Österreich  | Super-G   |
| 15. Dezember 2018 | Gröden                 | Italien     | Abfahrt   |
| 14. Februar 2020  | Saalbach-Hinterglemm   | Österreich  | Super-G   |
| 18. Dezember 2020 | Gröden                 | Italien     | Super-G   |
| 19. Dezember 2020 | Gröden                 | Italien     | Abfahrt   |
| 3. Dezember 2021  | Beaver Creek           | USA         | Super-G   |
| 4. Dezember 2021  | Beaver Creek           | USA         | Abfahrt   |
| 17. Dezember 2021 | Gröden                 | Italien     | Super-G   |
| 29. Dezember 2021 | Bormio                 | Italien     | Super-G   |
| 14. Januar 2022   | Wengen                 | Schweiz     | Abfahrt   |
| 21. Januar 2022   | Kitzbühel              | Österreich  | Abfahrt   |
| 6. März 2022      | Kvitfjell              | Norwegen    | Super-G   |
| 26. November 2022 | Lake Louise            | Kanada      | Abfahrt   |
| 3. Dezember 2022  | Beaver Creek           | USA         | Abfahrt   |
| 4. Dezember 2022  | Beaver Creek           | USA         | Super-G   |
| 17. Dezember 2022 | Gröden                 | Italien     | Abfahrt   |
| 13. Januar 2023   | Wengen                 | Schweiz     | Super-G   |
| 14. Januar 2023   | Wengen                 | Schweiz     | Abfahrt   |
| 21. Januar 2023   | Kitzbühel              | Österreich  | Abfahrt   |
| 4. März 2023      | Aspen                  | USA         | Abfahrt   |

### Europacup
- Saison 2012/13: 1. Gesamtwertung, 1. Super-G-Wertung, 2. Super-Kombinations-Wertung
- Saison 2013/14: 3. Super-G-Wertung
- 8 Podestplätze, davon 5 Siege:

| Datum           | Ort         | Land       | Disziplin |
| --------------- | ----------- | ---------- | --------- |
| 24. Januar 2013 | Val-d’Isère | Frankreich | Super-G   |
| 8. Februar 2013 | La Thuile   | Italien    | Super-G   |
| 9. Februar 2013 | La Thuile   | Italien    | Super-G   |
| 13. März 2014   | Soldeu      | Andorra    | Super-G   |
| 14. März 2014   | Soldeu      | Andorra    | Super-G   |

### Juniorenweltmeisterschaften
- Crans-Montana 2011: 33. Super-G, 41. Abfahrt
- Roccaraso 2012: 4. Super-G, 9. Riesenslalom, 24. Abfahrt
- Québec 2013: 1. Riesenslalom, 4. Abfahrt, 11. Super G

### Weitere Erfolge
- 4 norwegische Meistertitel (Abfahrt 2016 und 2017, Super-G 2014, Riesenslalom 2016)
- 2 norwegische Juniorenmeistertitel (Riesenslalom und Slalom 2012)
- 1 Podestplatz im Nor-Am Cup
- 7 Siege bei FIS-Rennen